# S vremena na vreme (album)
A S vremena na vreme a S vremena na vreme együttes 1975-ben megjelent első nagylemeze, amelyet az RTV Ljubljana adott ki. Katalógusszáma: LP 1083. A kiadvány kinyitható borítós, belül a dalszövegeket is tartalmazza. Az 1999-es CD kiadáson bónuszdalok is hallhatók.

## Az album dalai

### A oldal
1. Biblijska tema (4:03)
2. Ko! (3:18)
3. Traži mene (2:36)
4. Utočište (2:53)
5. Tema za Sargiju (2:05)
6. Dalek sprema se put (3:37)

### B oldal
1. Nada (5:22)
2. O glumcu i narodu (2:01)
3. Sunčana strana ulice (2:14)
4. Ostavljam sve i idem (3:55)
5. Tema Classica	(4:26)